# Roquesérière

Roquesérière este o comună în departamentul Haute-Garonne din sudul Franței. În 2009 avea o populație de 697 de locuitori.

## Evoluția populației
| An        | 1975 | 1982 | 1990 | 1999 | 2006 | 2009 |
| --------- | ---- | ---- | ---- | ---- | ---- | ---- |
| Populație | 326  | 495  | 555  | 615  | 667  | 697  |